# Rio Cerbănaşu
O Rio Cerbănaşu é um rio da Romênia, afluente do Jiu, localizado no distrito de Gorj.